# Tunnel transatlantique
Le tunnel transatlantique est une idée de mégastructure et un concept de science-fiction permettant de relier les deux côtés de l'océan Atlantique, généralement Londres et New York.
Ce tunnel hypothétique ferait passer entre les deux continents un certain type de train[réf. nécessaire]. 
Les plans du tunnel n‘ont pas dépassé le stade conceptuel et aucun groupe ne poursuit actuellement un tel projet.
La plupart des projections conceptuelles envisagent une liaison États-Unis–Royaume-Uni, ou, plus précisément, entre New York et Londres. L’obstacle principal à la construction d’un tel tunnel est son coût : 175 milliards de dollars.[réf. nécessaire], ainsi que la dérive liée à la dorsale médio-atlantique qui fait que les plaques tectoniques s'éloignent de 3 cm par an.
Certains des plus grands tunnels existant à l’heure actuelle, comme le tunnel du Seikan ou le tunnel sous la Manche, malgré l’utilisation d’une technologie moins onéreuse qu’aucune de celles proposées pour le tunnel transatlantique, sont en proie à des difficultés financières.[réf. nécessaire]
Un tunnel transatlantique serait 88 fois plus long que le tunnel de base du Saint-Gothard et 36 fois plus long que l’aqueduc du Delaware. En 2003, le programme de la chaîne Discovery, Extreme Engineering (en), diffusa une émission appelée « Transatlantic Tunnel », qui a examiné le concept du tunnel en détail.

## Histoire
Les suggestions d’une telle structure remontent à Michel Verne, le fils de Jules Verne, qui écrivit à ce propos, en 1888, une histoire ayant pour titre Un Express de l’avenir. Cette histoire fut publiée en anglais dans le Strand Magazine en 1895, dans lequel elle fut par erreur attribuée à Jules Verne, une erreur encore fréquemment commise de nos jours.
En 1913, le roman Der Tunnel fut publié en Allemagne par l’auteur allemand Bernhard Kellermann. Quatre films du même titre s’inspirent de ce roman : l’un en 1914 par William Wauer, l’autre, britannique en 1935, plus deux versions française et allemande qui furent projetées en 1933 et en 1935. Les versions allemandes et françaises furent écrites par Curtis Bernhardt tandis que la version anglaise fut écrite en partie par l’écrivain de science-fiction Curt Siodmak. Une vente aux enchères de l’affiche de la projection américaine du film britannique a été estimé entre 2 000 et 3 000 dollars, illustrant peut-être l’intérêt contemporain pour ce sujet.
Luigi Motta, écrivain italien, publie en 1912 Il Tunnel Sottomarino (Le Tunnel sous-marin), dans lequel le jeune ingénieur français Adrien Géant creuse un tunnel entre Manhattan et Brest pour le compte d'un roi de l'acier. Pour ce faire, il compte immerger des tuyaux dans l’océan, selon un système comparable à certains métros qui passent sous des fleuves,. En 1908 dans L'onda turbinosa (L’Eau tournoyante), l'auteur imaginait déjà un jeune milliardaire américain du nom de Ralph Raleigh, qui proposait de faire barrage au flux des eaux du Gulf Stream au niveau de la Floride, à l'endroit où ce courant marin possède sa plus grande vitesse, en faisant creuser un tunnel sous-marin.
Robert H. Goddard, le père de la fusée,, a déposé deux de ses 214 brevets pour cette idée. 
Arthur C. Clarke fait mention de tunnels intercontinentaux dans son roman datant de 1956 La Cité et les Astres.
Le roman de Harry Harrison, Tunnel Through the Deeps (en), datant de 1975, décrit un système d’aspiration sous le plancher océanique.
Le Popular Science d’avril 2004 défend l’idée qu’un tunnel transatlantique est plus envisageable que l’on aurait cru, et sans défi technologique majeur. Il le compare à la pose des câbles transatlantiques, avec un coût de 88 à 175 milliards de dollars.

## Variantes
Il existe de nombreuses variations de ce concept, dont un tube posé sur le plancher marin, un tunnel creusé sous lit de l’océan ou une combinaison des deux.
Un projet des années 1960 propose un tube long d’environ 5 000 km dans lequel un vactrain, un type hypothétique de train maglev, se déplacerait à une vitesse de 8 000 km/h. À cette vitesse, le temps de trajet entre New York et Londres serait de moins d’une heure. Une autre variation moderne, prévue pour réduire les coûts, est un tube immergé a 50 mètres environ sous la surface de façon à éviter les bateaux, le mauvais temps et la haute pression associée à la construction d’un tunnel creusé plus profondément. Il consisterait dans l’assemblage de 54 000 sections préfabriquées maintenues ensemble par 10 000 câbles de soutènement. Chaque section serait faite d’une couche de mousse intercalée entre des tubes en acier concentriques. Le tube aurait aussi une pression atmosphérique basse. Les câbles seraient ancrés au plancher océanique. Si une brèche devait se produire le long du tunnel, la section endommagée pourrait être isolée grâce à des portes en titane. Si une telle brèche devait se produire à l’arrière du train voyageant dans le tunnel, le train irait plus vite que la voie d’eau et pourrait ainsi s’échapper de la section endommagée avant sa condamnation. Si, par contre, venait à se déclarer avant le passage du train a grande vitesse, celui-ci n’aurait sans doute pas le temps de ralentir et d’éviter une collision avec l’eau ou les portes d’isolation, avec pour conséquence un crash majeur qui détruirait probablement plusieurs sections du tunnel. Des théories proposant l’utilisation de fusées, d’engins-jet et de trains de transport dans des tunnels pressurisés ont aussi été mises en avant.
Une route alternative de 6 000 km, mêlant voyage par terre et par mer, relierait Terre-Neuve à la calotte du Groenland, traverserait l’Islande et atteindrait l’Écosse en traversant les îles Féroé. On pense que la voie serait moins onéreuse grâce aux nombreux tunnels mais serait aussi plus difficile à construire, en raison des conditions climatiques difficiles du Grand Nord. De plus, les leçons apprises par la construction de l’oléoduc trans-Alaska peuvent atténuer les difficultés. Construire une ligne ferroviaire sur la calotte glaciaire représente néanmoins un défi d’ingénierie. Il existe des routes sur la calotte glaciaire dans certains endroits, comme à Svalbard et en Antarctique. À la différence d'une route, un train à grande vitesse doit être stable et il serait particulièrement difficile et onéreux à maintenir.